# ناصر فرهمند

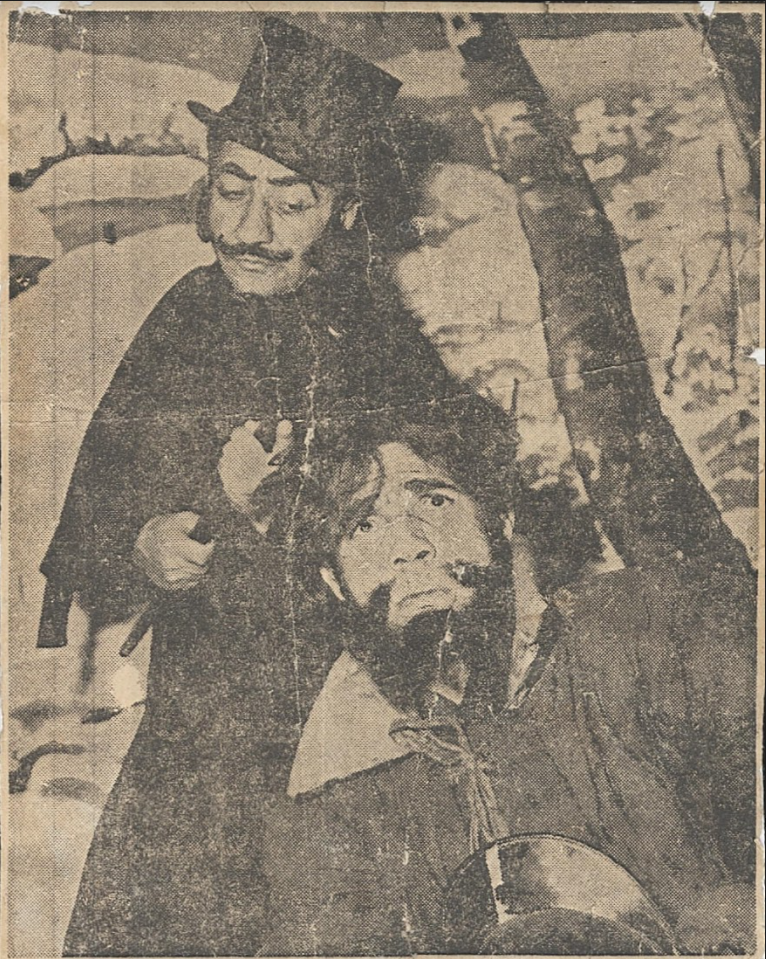
نشسته ناصر فرهمند در نقش ژان والژان ایستاده مرتضی دخانی در نقش ژاور در نمایی از نمایش بینوایان اثر ویکتور هوگو اجرا شده در سال ۱۳۲۴ – ۱۳۲۵ شمسی توسط گروه «تئاتر اصفهان»، که عبدالحسین سپنتا در شماره ۲۷ اسفند ۱۳۲۴ شمسی «روزنامه سپنتا»، نقدی بر آن نگاشته‌است

ناصر فرهمند (۱۲۹۷ –۱۳۴۹) از پیشگامان و پایه‌گذاران تئاتر اصفهان بود.
تئاتری به مفهوم مدرن و نه تعزیه و آیینی که تا پیش از آن، بنوعی در انحصار ارامنه جلفا و معمولاً به زبان ارمنی بود. رضا ارحام صدر و نصرت‌الله وحدت او را استاد خود و کسی می‌دانند که آنها را از دبیرستان ادب و اجرای نمایشهای مدرسه ای به دنیای تئاتر حرفه ای وارد کرد.

## زندگی هنری
فرهمند با همکاری مرتضی دخانی، محمد میرزا رفیعی، عزت‌الله نوید، اصغر صانعی، «تماشاخانه المپ» اولین گروه تئاتر حرفه ای اصفهان را در سال ۱۳۲۱ پایه‌گذاری نمود. تئاتری که بسیاری از جمله رضا ارحام صدر، نصرت‌الله وحدت، جهانگیر فروهر و همسرش (گیتی فروهر)، کریم غفاریان، عیوقی، مهدی ممیزان و بسیاری دیگر یا کارشان را با آن آغاز نمودند یا در آن رشد کردند.
این گروه سپس در سال ۱۳۲۲ به سینمایی در دروازه دولت (واقع در شمال چهل ستون) نقل مکان و خود را گروه «تئاتر سپاهان» نامید. روشن ضمیر (معروف به کارگری، مالک سالن تئاتر) عده ای از هنرپیشگان تئاتر تهران را که شهرتی داشتند، مثل: حسین امیرفضلی، عباس همت آزاد را به اصفهان آورد. وی به جای تابلوی ورزشی و هنری «المپ»، بخش ورزش را از تئاتر جدا کرد و نام آن را «ستاره صبح» گذاشت. نمایش «نادر شاه افشار» و چند نمایش کمدی تا مدتی، در «تماشاخانه ستاره صبح» اجرا شد. در حدود سال ۱۳۲۵ شمسی، میان علی صدری (مدیر اداری تئاتر) و ناصر فرهمند (مدیر هنری تئاتر)، اختلاف افتاد و گروه دو دسته شد. علی صدری با یاری ارحام صدر، نصرت‌الله وحدت و بعدها، علی محمد رجایی (که به دعوت صدری، از کرمان به همراه دخترانش به اصفهان آ مد)، «گروه تئاتر سپاهان جدید» را به‌وجود آورد. عده ای دیگر از جمله مرتضی دخانی، مهدی ممیزان، حیدران، علی مرتضوی، عزت‌الله نوید، شیروانی و البرزی، با مدیریت ناصر فرهمند، گروه «تئاتر اصفهان» یا همان «تماشاخانه اصفهان» را در سالن «سینمای شاهپور» ایجاد کردند.

## آثار شاخص
از جمله نقش‌های فرهمند، حاج عبدالغفار است که تبدیل به سریال شد. حاج عبدالغفار در اصفهان، حاج عبدالغفار در تهران، حاج عبدالغفار در آفریقا و عاقبت حاج عبدالغفار در کرهٔ مریخ. فرهمند در این سریال نمایشی، کاراکتری را ارائه می‌داد که از گفتن حرف حق باکی ندارد و از همه چیز و همه کس انتقاد می‌کرد. او برای بیان این شخصیت، از لهجهٔ «سِدِهی» که برای تئاتر لهجه‌ای کمدی است، استفاده می‌کرد. سِدِه یکی از دهات نزدیک اصفهان بود که بعداً نامش به همایون‌شهر (خمینی‌شهر امروز) تبدیل شد. ناصر فرهمند با این لهجه ناهنجاری‌های جامعه را به باد انتقاد می‌گرفت. وی از لباس و گریم بسیار سادهٔ دهاتی استفاده می‌کرد و همین امر باعث می‌شد که انتقادات او روی تماشاچی اثر بیشتری بگذارد. ضمناً او یک دوچرخه کمدی و زهوار دررفته‌ای هم داشت که سفرهایش را با آن انجام می‌داد. یکی از خصوصیات دوچرخه‌اش این بود که به‌جای چراغ از فانوس نفتی و به‌جای زنگ از زنگولهٔ گاوی استفاده می‌کرد. یکی دیگر از نقش‌های او نقش ملت در نمایشنامهٔ نفت بود. این نمایشنامه را او هنگام ملی شدن صنعت نفت نوشت و حدود شش ماه به روی صحنه بود. از جمله همکاران او تا این زمان مرتضی دخانی، خندان، اکبر جِقِه، خانم کلارا استپانیانس، خانم مهپاره (از پناهندگان لهستانی که در جنگ دوم به ایران پناهنده شده بودند) و شبنم (زبیده) جهانگیری بودند.
نمایش دیگری که «تماشاخانه اصفهان» آن را خلق کرد، نمایش «نفت» نوشته مهدی ممیزان، و به کارگردانی و بازیگری فرهمند در نقش «ملت» و عباس سراج در نقش «دارسی» بود، سایر هنرمندان تئاتر اصفهان از جمله مرتضی دخانی در نقش ناصرالدین شاه، کلارا (استپانیانس) و خود ممیزان هم در این تئاتر ایفای نقش می‌کردند، آنگونه که دربارهٔ این کار نوشته شده و در عکس‌های آن هم مشهود است، شیوه اجرای «نفت» بسیار پیشرو و متفاوت بوده‌است و از آن با عنوان «تئاتر مستند» یاد می‌کنند؛ ارائه نمایش نفت در سال ۱۳۳۰ ماه‌ها در اصفهان و چند ماه هم در آبادان به صحنه می‌رود. ناصر فرهمند جدیدترین مجلات تئاتری آن زمان اروپا و اولین ترجمه نمایشنامه‌های نویسندگان پیشرو اروپا مانند «سارتر» را مطالعه می‌کرد، به جز «بینوایان» شاخص‌ترین نمایش خارجی اجرا شده در تماشاخانه اصفهان، «اتللو» اثر شکسپیر با کارگردانی او بود که در فروردین ۱۳۲۸ شمسی به روی صحنه رفت و در زمستان ۱۳۲۹ نیز تکرار شد، در واقع نمایش «اتللو» با وجود امکانات محدود از هر نظر با اجراهای هم عصر اروپایی خود برابری می‌کرد. مهارت بالای او در ایفای آن نقش، سبب شد که جشنواره استراتفورد انگلستان که جشنواره آثار شکسپیر است و تمامی اجراهای اتللوی جهان را به مناسبت سال اتللو بررسی کرده بود ناصر فرهمند را به عنوان بهترین اتللوی جهان از تئاتر اصفهان به همراه سرلارنس اولیویه از تئاتر لندن و سرگئی باندار چوک از تئاتر مسکو مورد تقدیر قرار دهد.
از دیگر هنرپیشگانی که طی سالیان بعد کار خود را با او شروع کردند می‌توان به هوشنگ حریرچیان، اسکندر رفیعی، ابراهیم شمس و بسیاری دیگر را نام برد. یاد این نکته ضروریست که فرهمند همواره از اجرای موسیقی در اجرای تئاترهای خود بهره می‌برد و بزرگانی چون جلیل شهناز، حسن کسائی (که به گفته خودش اولین اجرای عمومی اش در بیست سالگی در گروه تئاتر اصفهان بود) و سایرین نیز در کنار آثار گروه تئاتر اصفهان و فرهمند هنر آفرینی نمودند.

## درگذشت
او در ۱۹ اردیبهشت ۱۳۴۹ در تهران درگذشت و در تکیه ایزدگشسب تخت پولاد اصفهان دفن شد.